# Rhapsa suscitatalis
Rhapsa suscitatalis là một loài bướm đêm trong họ Noctuidae.

## Hình ảnh

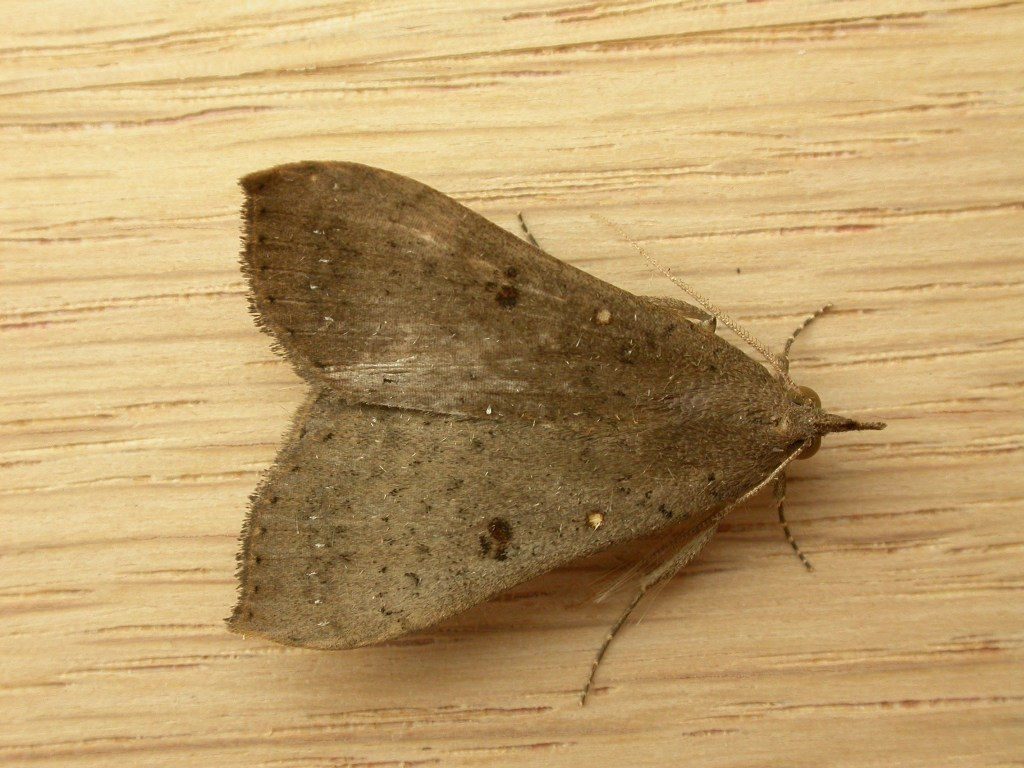